# Gambiarra evolutiva
Gambiarra evolutiva (Evolutionary kluge ou simplesmente Kluge) tem sido um termo utilizado nos campos da ciência evolucionista para descrever estruturas, comportamentos e órgãos imperfeitos, desajeitados, inelegantes, ineficientes, difíceis de entender ou prejudiciais que são resultantes do processo evolutivo . O termo tem aparecido na literatura e se tornado familiar entre muitos dos cientistas, aparecendo até como título no livro Kluge do psicólogo Gary Marcus, da Universidade de Nova York, que usa desta analogia para descrever a mente humana. Richard Brodie define kluge em seu livro "Virus of the Mind: The New Science of the Meme" como um jargão para o uso de uma peça não particularmente adequada para seu propósito, ele aborda que a evolução favorece e até mesmo valoriza a formação de gambiarras ou kluges. 

## Passagens na literatura científica
| Ano | Nome da obra / título do artigo | Autor                             | Ref    |
| 2007 | O Vazio da Máquina              | André Cancian                     | [ 1 ]  |
| Mas o fato é que somos uma gambiarra evolutiva, e mesmo que essa ideia seja incômoda, ela nos permite compreender em função de que está programada essa realidade virtual chamada consciência – e as emoções que a norteiam - , e assim finalmente entendamos um pouco melhor por que somos tão contraditórios e tão complicadamente incoerentes.                                                                           |                                 |                                   |        |
| 2007 | The Accidental Mind             | David Linden                      | [ 5 ]  |
| Não é que tenhamos pensamentos e sentimentos fundamentalmente humanos, apesar do design gambiarra do cérebro moldado pelas reviravoltas da história evolutiva. Pelo contrário, nós os temos precisamente por causa dessa história. |                                 |                                   |        |
| 2008 | Kluge                           | Gary Marcus                       | [ 3 ]  |
| Outro exemplo bem conhecido de uma gambiarra evolutiva vem a partir de um detalhe bastante íntimo da anatomia masculina. A tubulação que funciona desde o testículo até a uretra (o canal deferente) é muito mais necessário: ele corre de volta para a frente, dá voltas ao redor, e faz um grau de 180 graus olta para o pênis.                                                                                           |                                 |                                   |        |
| 2009 | Virus of the Mind               | Richard Brodie                    | [ 2 ]  |
| Exemplo clássico de uma gambiarra evolutiva é o olho humano. Os nervos que conectam as células sensíveis à luz ao cérebro realmente saem pela frente da retina, em vez da parte de trás - a "fiação" se projeta no campo de visão do olho. É difícil imaginar um engenheiro, muito menos Deus, projetando algo dessa maneira. Mas a evolução tomou que teve que trabalhar e com gambiarra por gambiarra, construiu um olho. |                                 |                                   |        |
| 2011 | Inside Jokes                    | Matthew Hurley et al.             | [ 6 ]  |
| Nosso raciocínio rápido como humanos é o resultado de uma série de gambiarras evolutivas empilhados uns sobre os outros - um dos quais é o traço do humor. Este capítulo apresenta as características do pensamento que criam um nicho para o humor. |                                 |                                   |        |
| 2012 | O Cérebro Imperfeito            | Dean Buonomano                    | [ 7 ]  |
| O neurocientista David Linden descreveu o cérebro humano como uma progressiva acumulação de soluções de contorno ou remendos temporários, as famosas gambiarras. Durante a evolução do cérebro, novas estruturas foram colocadas sobre estruturas funcionais mais antigas, o que gerou redundâncias, desperdícios de recursos, complexidade desnecessária e, às vezes, soluções conflitantes para o mesmo problema.         |                                 |                                   |        |
| 2013 | Fofuchos de Darwin              | Superinteressante                 | [ 8 ]  |
| [...] Para entender melhor o significado desse fato, é importante levar em conta que a evolução é mestra em pegar características já existentes e usá-las para criar “gambiarras” se isso for capaz de favorecer as chances de um indivíduo de sobreviver e se reproduzir. |                                 |                                   |        |
| 2018 | Ateísmo e Niilismo              | André Cancian                     | [ 9 ]  |
| Caímos de paraquedas nessa megaestrutura de gambiarras evolutivas, e não foi fácil colocar cada peça em seu lugar. mesmo assim, parecem ser poucos os que conseguem assimilar esses fatos sem enlouquecer, pelo menos um pouco. |                                 |                                   |        |
| 2019 | Darwin sem frescura             | Pirula e Reinaldo J. Lopes        | [ 10 ] |
| [...] Também pode ser um ótimo exemplo de exaptação: quando uma estrutura que evoluiu com determinada função vira uma “gambiarra” evolutiva de sucesso, sendo usada para funções diferentes. Um exemplo do papel que muitos. |                                 |                                   |        |
| 2021 | Ensino de Biologia              | Leonardo Araújo e Gilberto Vieira | [ 11 ] |
| [...] Ou seja, os organismos seriam, de alguma forma, "gambiarras evolutivas". Podemos descrever quatro vias pelas quais a modulação da expressão gênica pode proporcionar o aparecimento de variações fenotípicas, que serão alvo, posteriormente, da seleção natural. |                                 |                                   |        |

## Exemplos nos seres vivos
1. Caracóis defecam acima da cabeça
2. Olhos do linguado precisam migrar
3. A bolsa do coala abre-se para baixo
4. Cogumelos com lamelas do lado de dentro
5. Figos são flores invertidas
6. Receptores ópticos dos tetrápodes
7. Nervo laríngeo das girafas gasta 4,5 metros
8. Nervo laríngeo dos saurópodes gasta 50 metros
9. Nervo laríngeo de 3,5 metros em cobras aquáticas
10. Nervo de voo dos gafanhotos africanos
11. Cacho da bananeira dentro da planta
12. Canal espermático dos primatas de 40 cm
13. Via neural dos olhos até a glândula pineal
14. Palmas que perfuram seus próprios cladódios
15. Candelabros que perfuram seus próprios troncos
16. Dentes do Babirusa perfuram próprio crânio
17. Sapo que cria garras quebrando seus ossos
18. Gatos possuem espinhos no pênis
19. Morcegos possuem espinhos no pênis
20. O percevejo que realiza cópula forçada
21. Kiwis colocam ovos desproporcionais
22. Hienas dão à luz por um pseudo-pênis
23. Reprodução do maracujá depende do clima
24. Vivipação em diferentes espécies vegetais
25. Macrófitas submersas requerem polinização
26. O ferrão das abelhas fica preso à vítima
27. Jabutis podem não conseguir se desvirar
28. Muitos besouros não conseguem se desvirar
29. Formigas e a espiral da morte
30. Galhada do alce irlandês causou sua extinção
31. Seres aquáticos que podem se asfixiar
32. Tubarões que não podem parar de nadar
33. Cetáceos podem se asfixiar
34. Peixes pacus podem se asfixiar
35. Tartarugas marinhas podem se afogar
36. Sirênios podem se asfixiar
37. Ictiossauros e mosassauros podiam se asfixiar
38. Mariposas que não possuem boca
39. Moscas que não possuem boca
40. Ácaros que não possuem ânus
41. Desprovidos de outros órgãos
42. Cavalos não possuem o centro de vômito
43. Plantas que colocam frutos sem sementes
44. Cavalos possuem somente um dedo
45. Folhas que não possuem clorofila
46. Vespas que inseminam fêmeas antes de nascerem
47. Cuco: o pássaro que mata os irmãos adotivos
48. Tubarão-touro devora irmãos ainda no útero
49. Louva-a-deus devora o macho na relação sexual
50. Viúva-negra devora macho e os próprios irmãos
51. Micromalthus debilis devora a mãe viva
52. Cecidomiídeos: moscas que devoram a mãe viva
53. Stegodyphus: aranhas que devoram a mãe viva
54. Infanticídio para sobrevivência
55. Ovelhas e cabras podem rejeitar seus filhotes
56. Pandas escolhem um filho para morrer
57. Bonobos devoram os filhotes para se impor
58. Aves eliminam filhotes indesejáveis
59. Hamister pode devorar os filhotes
60. Vespa que injeta larvas em si mesma
61. Coalas necessitam fazer coprofagia
62. Coelhos necessitam fazer acecotrofia
63. Tatuzinhos-de-jardim necessitam comer suas fezes
64. Preguiças podem morrer de fome saciadas
65. Preguiças precisam descer da árvore para defecar
66. Pandas dependem de até 14 horas de alimentação
67. Sistema de defesa da cigarra é saciar o predador
68. Preguiças podem confundir os braços com galhos
69. Albatrozes não podem voar corretamente
70. Kakapos saltam de árvores altas sem saber voar
71. Anuros machos cruzam com cadáveres
72. Moscas podem se decapitar ao se limparem

## Exemplos envolvendo bioquímica
- A enzima RuBisCO foi descrita como uma enzima "notoriamente ineficiente",[12] pelo fato de ser inibida pelo oxigênio, ter uma rotatividade muito lenta e não ser saturada nos níveis atuais de dióxido de carbono na atmosfera. A RuBisCO é inibida por não conseguir distinguir entre dióxido de carbono e oxigênio molecular, com o oxigênio atuando como um inibidor competitivo da enzima. No entanto, o RuBisCO continua a ser a enzima chave na fixação do carbono, e as plantas superam sua fraca atividade, tendo quantidades enormes dentro de suas células, tornando-a a proteína mais abundante na Terra.[13]
- A enzima nitrogenase, na verdade, liga-se preferencialmente ao acetileno em relação ao dinitrogênio (N2), apesar de ser a principal enzima usada na fixação de nitrogênio em muitas bactérias e arquéias.

- O reflexo da respiração é estimulado não diretamente pela ausência de oxigênio, mas indiretamente pela presença de dióxido de carbono. O resultado é que, em grandes altitudes, a privação de oxigênio pode ocorrer em indivíduos não adaptados que não aumentam conscientemente sua frequência respiratória.
- Quase todos os animais e plantas sintetizam sua própria vitamina C, mas os seres humanos não podem porque o gene dessa enzima está com defeito (pseudogene ΨGULO).[14]  A falta de vitamina C resulta em escorbuto e, eventualmente, morte. O gene também não é funcional em outros primatas e em cobaias, mas é funcional na maioria dos outros animais.[15]